# Jean Bart (Schiff, 1949)
Die Jean Bart war ein französisches Schlachtschiff der Richelieu-Klasse aus dem Zweiten Weltkrieg. Benannt wurde sie nach dem Freibeuter Jean Bart. Wie ihr Schwesterschiff Richelieu hatte auch sie eine bewegte Geschichte und wurde erst 1949 offiziell in Dienst gestellt bzw. erst 1955 wirklich ganz fertiggestellt und ausgestattet.

## Geschichte
Die Jean Bart war das zweite Schiff der Richelieu-Klasse. Diese war von den einige Jahre zuvor gebauten Schlachtschiffen der Dunkerque-Klasse abgeleitet und entworfen, um der Bedrohung durch die italienische Marine entgegenzutreten. Ihre Geschwindigkeit, Panzerung, Bewaffnung und die gesamte Technik waren auf der Höhe ihrer Zeit. Bemerkenswert waren die ungewöhnlichen Vierlingstürme.
Sie wurde in Saint-Nazaire auf der Werft Chantiers de Penhoët im Dezember 1936 auf Kiel gelegt und hatte ihren Stapellauf am 6. März 1940. Kaum zu 75 % fertiggestellt, die Maschinen waren noch nie gelaufen, fuhr sie im Juni 1940 nach Casablanca in Marokko, um dem Vormarsch der deutschen Wehrmacht in Frankreich zu entkommen. Nur einer ihrer zwei 380-mm-Geschütztürme war vorhanden. Der andere, mit zwei statt der geplanten vier Kanonen ausgerüstet, wurde auf ein Frachtschiff geladen, das von einem deutschen U-Boot versenkt wurde. Die 152-mm-Batterie der Mittelartillerie fehlte ebenfalls und wurde durch Flugabwehrkanonen ersetzt.
Am 8. November 1942 wurde die französische Flotte in Casablanca von US-amerikanischen Kriegsschiffen und von Flugzeugen des Flugzeugträgers Ranger im Rahmen der Operation Torch angegriffen. Die Jean Bart nahm das Gefecht mit der Massachusetts auf und erhielt Treffer durch mehrere Bomben und 406-mm-Geschosse. Am 10. November eröffnete sie, sehr zum Erstaunen der amerikanischen Besatzung, das Feuer auf die Augusta, die gedacht hatte, dass die Geschütze der Jean Bart zum Schweigen gebracht worden waren. Das führte zu einem erneuten Eingreifen der Ranger. Die Jean Bart erhielt zwei Treffer durch 500-kg-Bomben, schlug leck und lief auf Grund. Das Gefecht war am Abend vorüber, und das Schiff ergab sich dem Freien Frankreich. Als Folge wurde vorgeschlagen, das Schiff in den USA zu vervollständigen, aber das erwies sich wegen der zu vielen fehlenden Teile als unmöglich. Pläne, sie in einen Flugzeugträger umzuwandeln, wurden genehmigt, aber wieder verworfen. Die nächsten zwei Jahre lag das Schiff vor Casablanca auf Grund.

## Einsatz nach 1945
Die Jean Bart kehrte 1945 nach einer provisorischen Reparatur nach Frankreich zurück und wurde schließlich 1949 nach einem neuen Entwurf, der durch die Erfahrungen des letzten Konflikts beeinflusst war, fertiggestellt. In jenem Jahr wurde sie offiziell in Dienst gestellt, aber endgültig fertiggestellt bzw. ausgestattet war sie erst 1955.
Sie nahm im Jahre 1956 an der Sueskrise teil, wurde jedoch nicht wie geplant zur Beschießung ägyptischer Städte herangezogen, da man die im Falle des Angriffs erwarteten hohen zivilen Opferzahlen vermeiden wollte.
Das Schiff wurde 1957 der Reserve zugeteilt, 1961 außer Dienst gestellt und 1969 in La Spezia (Italien) verschrottet.

## Bilder

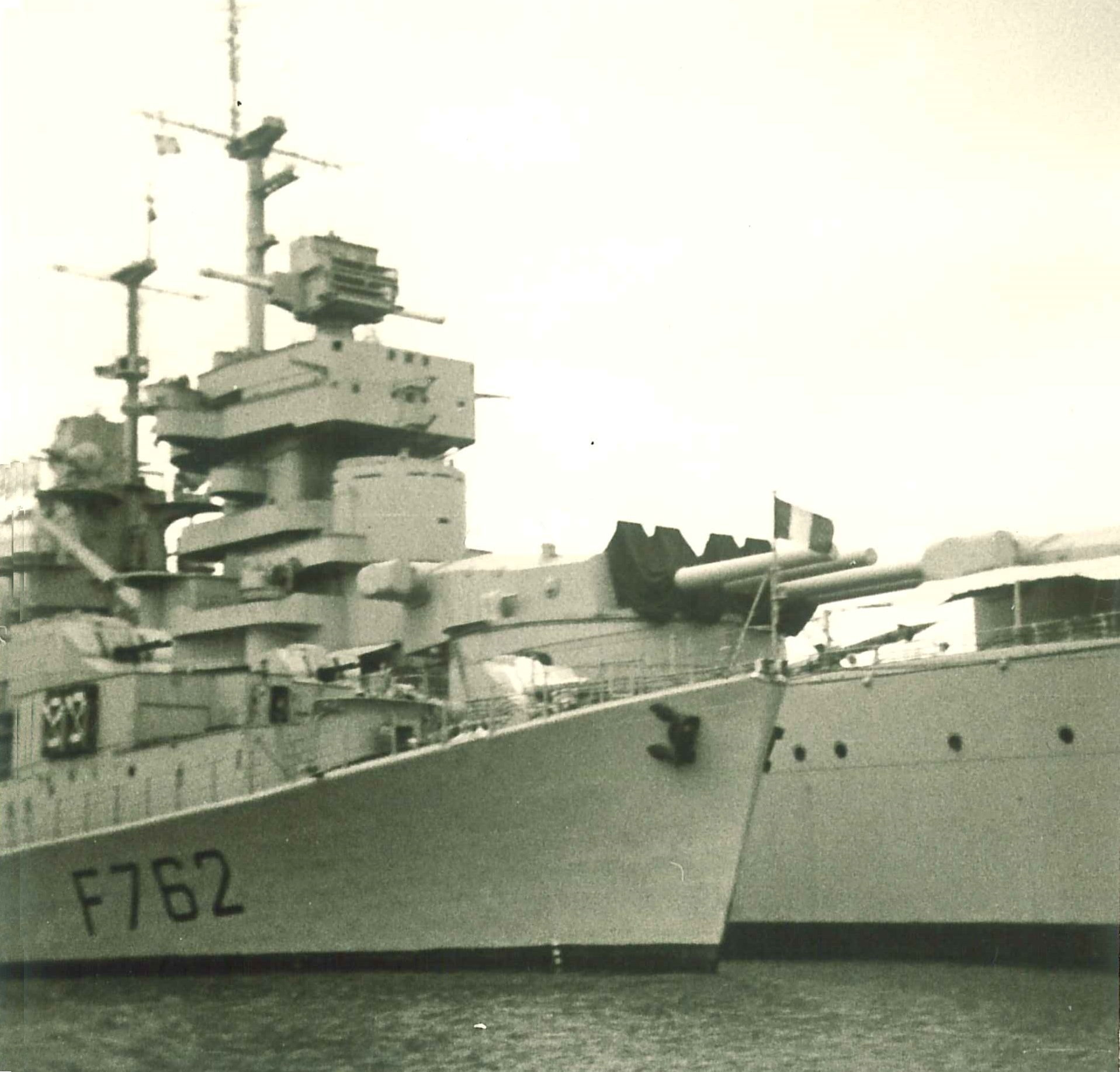
Schlachtschiff Jean Bart 1968